# 미즈시리역
미즈시리역(일본어: 水尻駅)은 일본 히로시마현 아키 군 사카정에 위치한 서일본 여객철도 구레선의 철도역이다. 섬식 승강장 1면 2선의 구조를 갖춘 지상역이다.

## 타는 곳
| 1 | ■ 구레 선 | 상행 | 구레 · 다케하라 방면       |
| 2 | ■ 구레 선 | 하행 | 가이타이치 · 히로시마 방면 |

## 역 주변
- 국도 제31호선
- 미즈시리 공원

## 역사
- 1999년 2월 7일 : 구레 선의 고야우라 - 사카 역 간에 신설 개업.
- 2007년
  - 6월 경 : ICOCA 대응 간이형 자동 개찰기를 설치.
  - 9월 1일 : ICOCA 설치.

## 인접 역
| 서일본 여객철도 구레선 | 서일본 여객철도 구레선 | 서일본 여객철도 구레선          |
| ---------------------- | ---------------------- | ------------------------------- |
| 고야우라 미하라 방면   | ■ 구레 선              | 사카 가이타이치 · 히로시마 방면 |